# АЕЦ „Библис“
АЕЦ „Библис“ (на немски: Kernkraftwerk Biblis) е бивша атомна електроцентрала, разположена на река Рейн в близост до градчето Библис в провинция Хесен, Германия. Разполага с два водно-водни реактора (PWR) в блокове А и B. Блок А е първият въведен в света енергоблок с мощност 1225 MW и е най-дълго работилият енергоблок в Германия. Строителството на планираните допълнителни блокове C и D е отменено през 1979 и 1995 г. Разходите по строителството на блоковете са както следва:
- Блок А: 800 милиона марки,
- Блок B: 1 милиард марки.

По план извеждането от експлоатация на блок А е трябвало да се случи през 2009 г., а на блок B през 2010. С решение на германското федерално правителство сроковете за експлоатация на блоковете са удължени до 2020 г. След аварията в АЕЦ Фукушима I на 11 март 2011 г., федералното правителство издава на 14 март 2011 г. тримесечен мораториум върху удължената експлоатация. АЕЦ Библис е спряна на 18 март 2011 г.
През януари 2014 административният съд в Лайпциг отсъжда по дело, заведено от компанията RWE (собственик и оператор), че двата блока са спрени неправомерно. Делото е по обжалване и потвърждава решението на първородната инстанция – административния съд в Касел.
Двата блока (блок A и блок B) са затворени по нареждане на Ангела Меркел след аварията в АЕЦ Фукушима. Разпоредено е блок А да бъде спрян временно, а блок Б – окончателно.
- Блок А (вляво) и блок B (вдясно)
- Архивна аероснимка на АЕЦ Библис